# アールベルク郡
かつて存在したアールベルク郡（独: Amtsbezirk Aarberg）は、スイスのベルン州にあった郡（Amtsbezirk、アムツ・ベツィルク）。2010年1月1日に、ベルン＝ミッテルラント区（Verwaltungskreis Bern-Mittelland）に帰属したマイキルヒを除いて、他郡と合併してゼーラント区（Verwaltungskreis Seeland）となった。郡都はアールベルクで、152.68 km²の面積に12の基礎自治体があった。2008年12月31日現在で、34,229人が居住していた

## 歴史

在郷代官が居住したアールベルク城（1825年画）

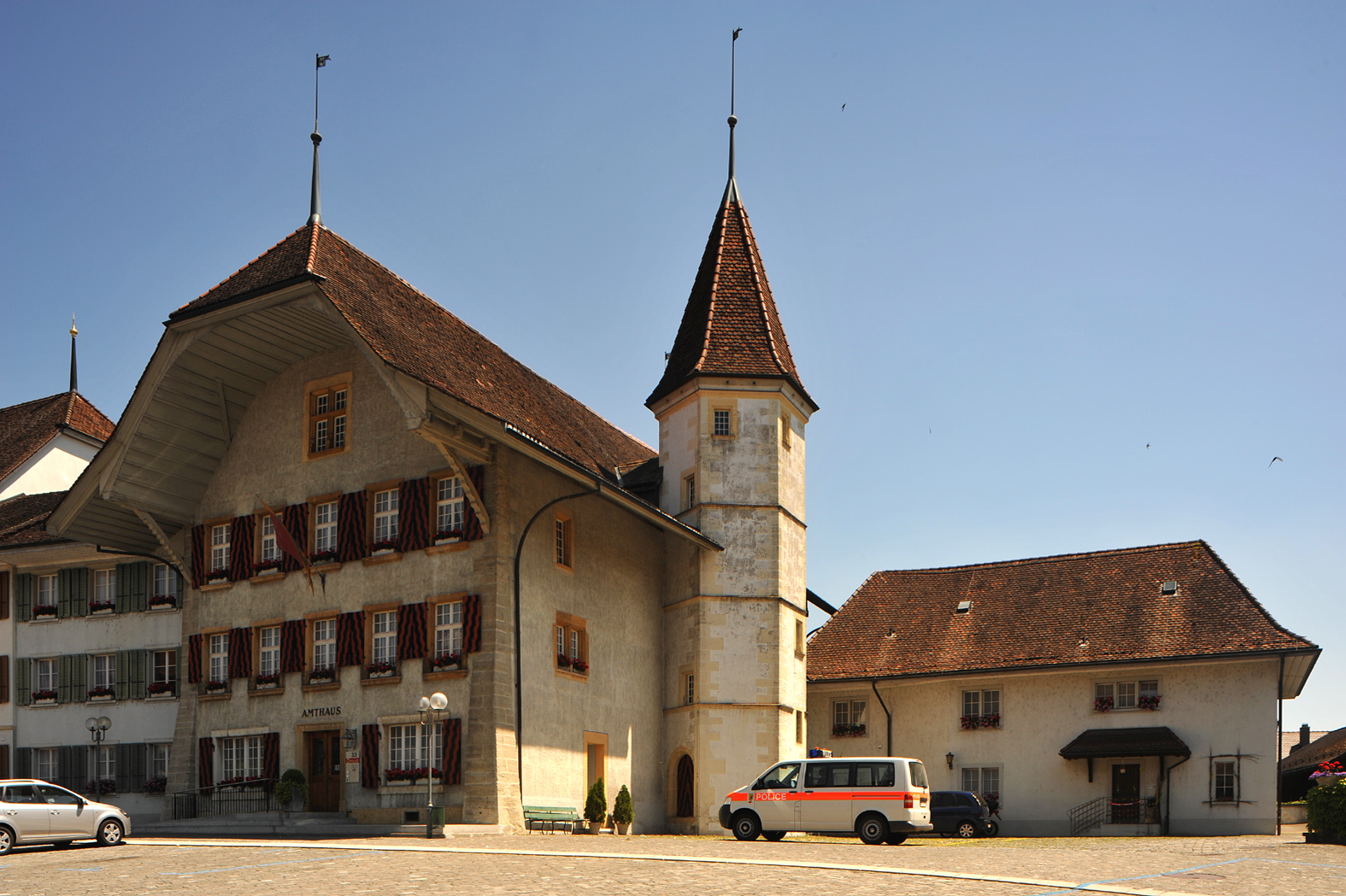
アールベルク城（2010年）

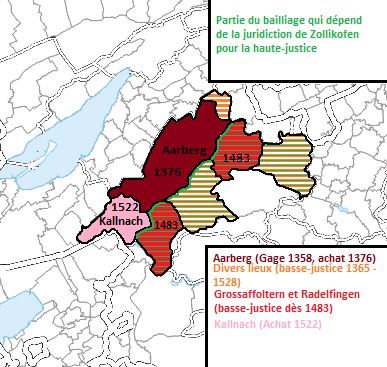
アールベルク代官地

アールベルク政庁（Amt Aarberg）は、1358年から神聖ローマ帝国下のベルン共和国における在郷代官地となった。アールベルク政庁は、アールベルクの町と、教区教会のアッフォルテルン教区（Affoltern）、バーゲン教区（Bargen）、カッペレン教区（Kappelen）、カルナッハ教区（Kallnach）、リス教区（Lyss）およびラーデルフィンゲン教区（Radelfingen）で構成されていた。
ペーター2世伯爵は1351年に、町と城、および領地をベルンに抵当した。そのため、ニーダウのティーエルシュタイン伯爵家とキーブルク伯爵家に残存している抵当権が解消されなければならなくなり、1379年に補償が行われた。このように始めから正当でない売却となっていたので、ベルンの在郷代官はアールベルクに赴任することができず、1395年にようやく初めて現地に赴任した。
それ以降、アールベルクは歴代在郷代官によって統治された。ヘルヴェティア共和国の中央集権時代を経て、1803年にアールベルクを郡都とするアールベルク郡が設置され、1832年にはアールベルクも基礎自治体となった。

## 基礎自治体の一覧

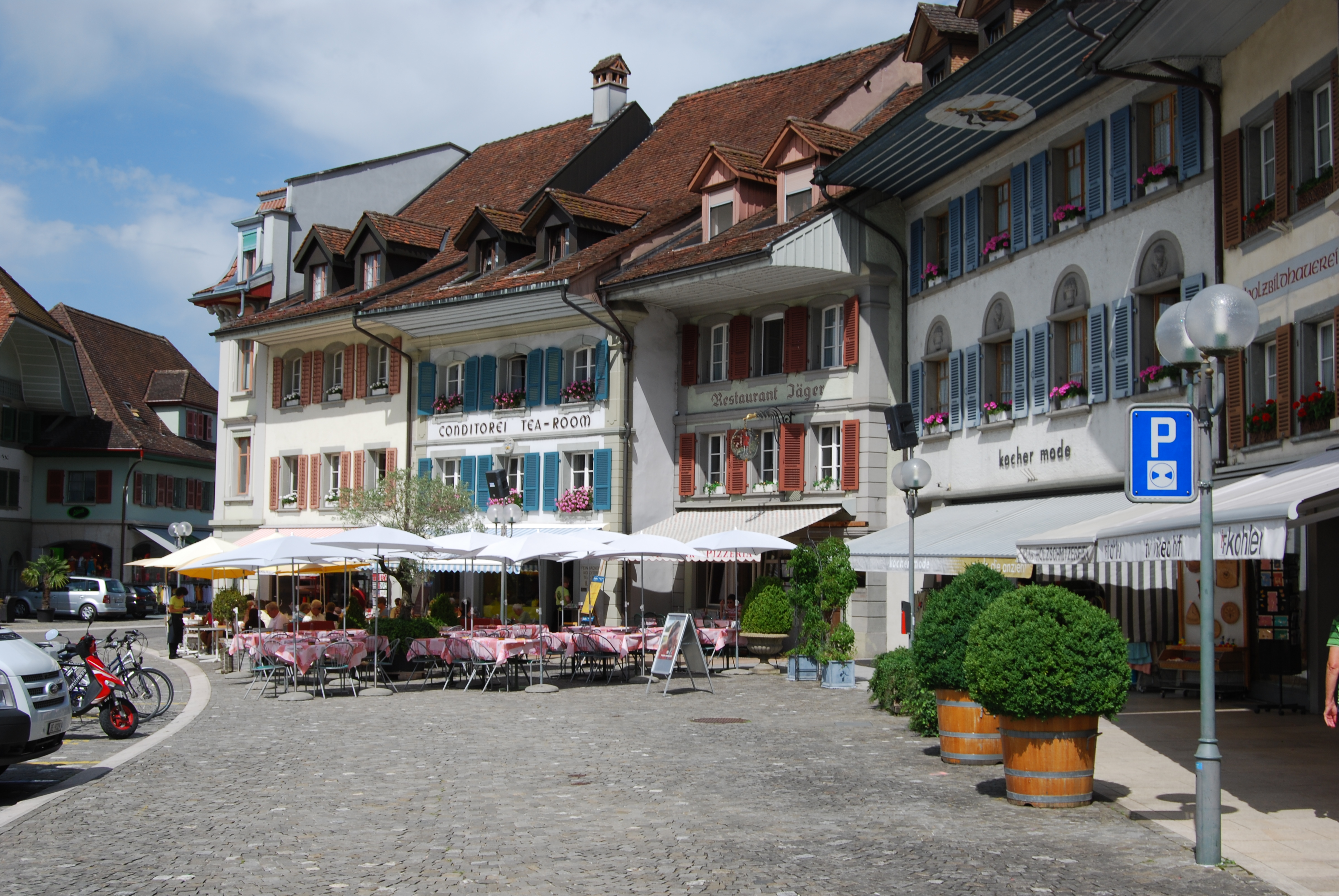
アールベルクの旧街道
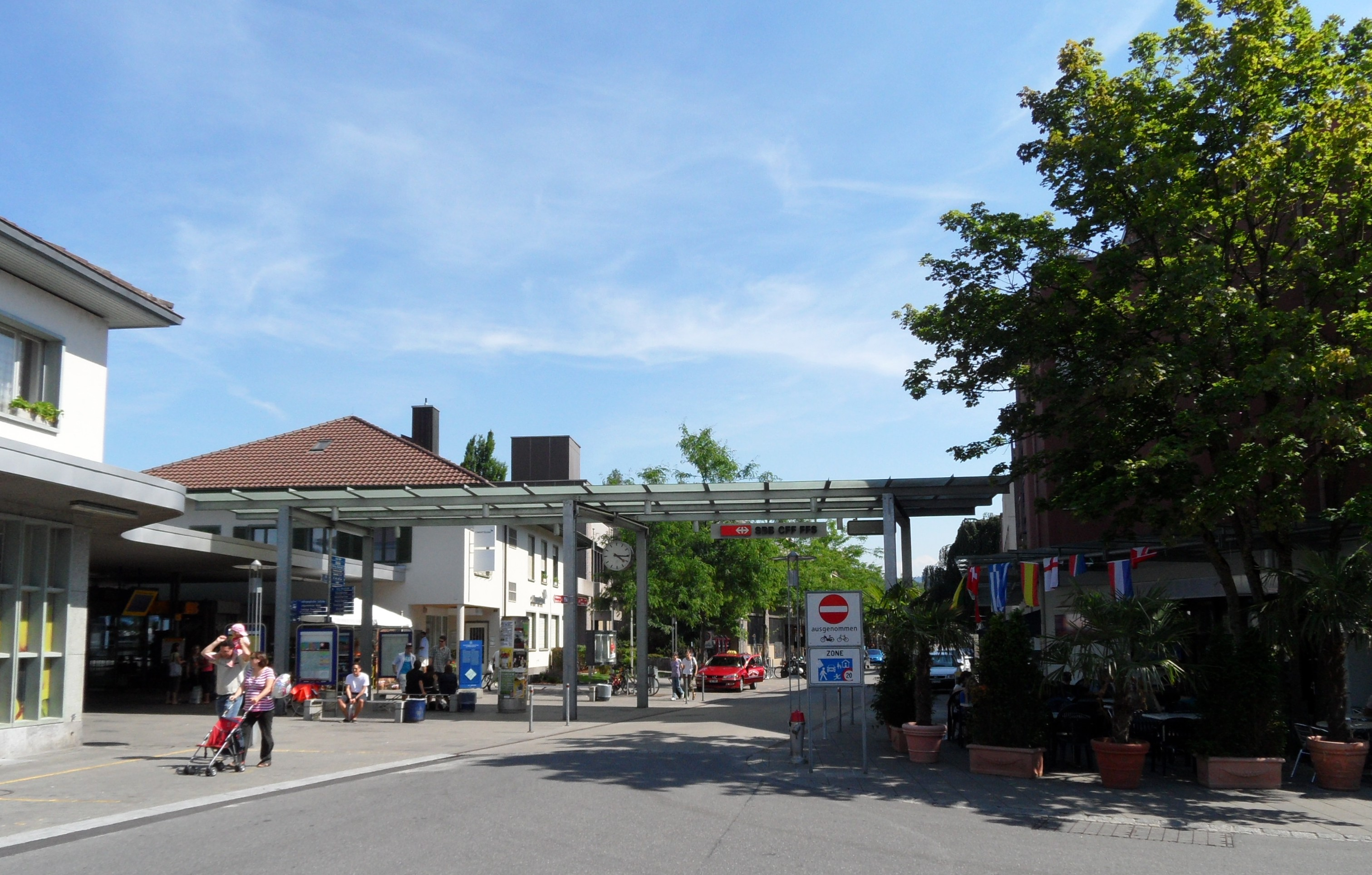
リス (スイス)のリス駅
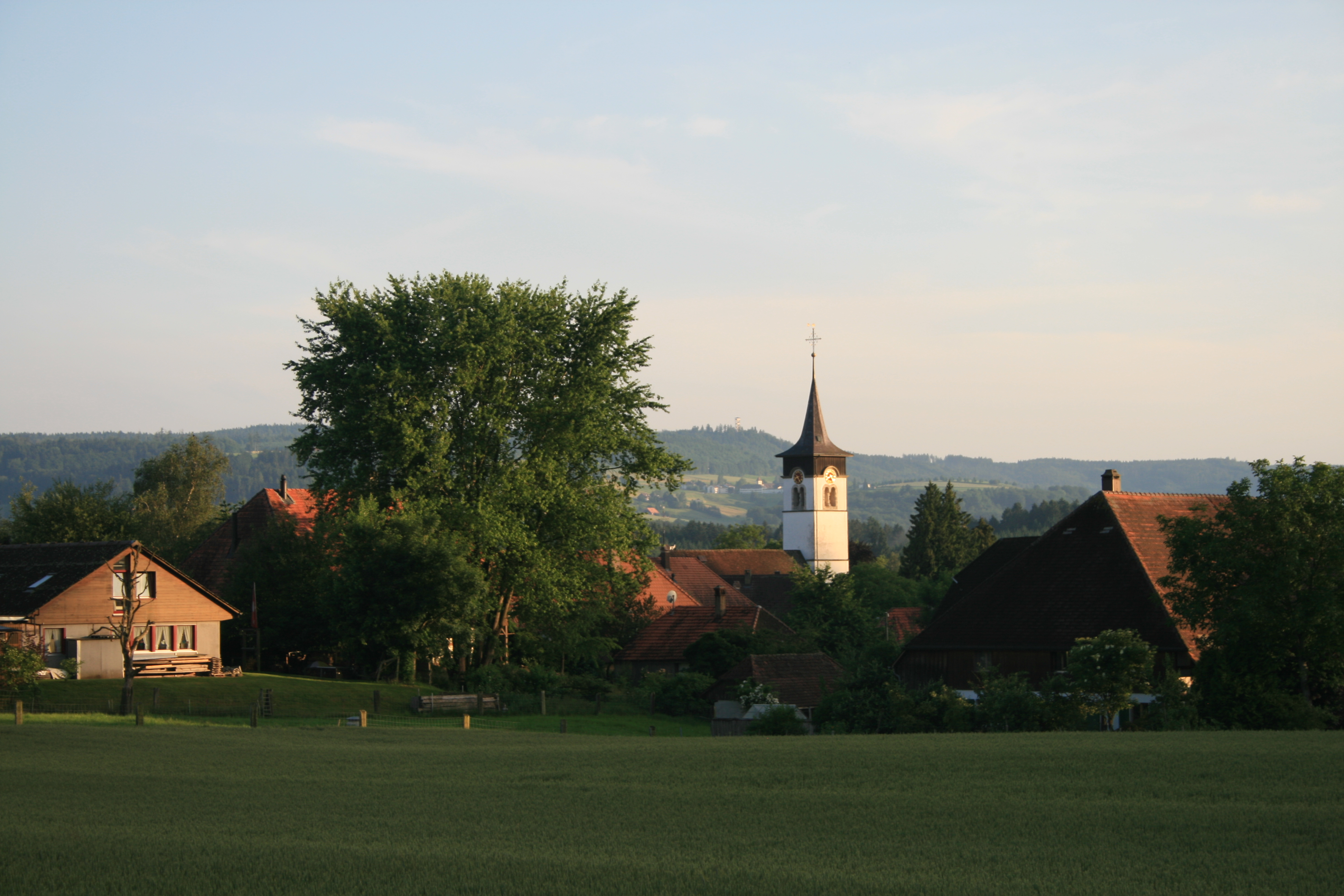
グロス・アッフォルテルン
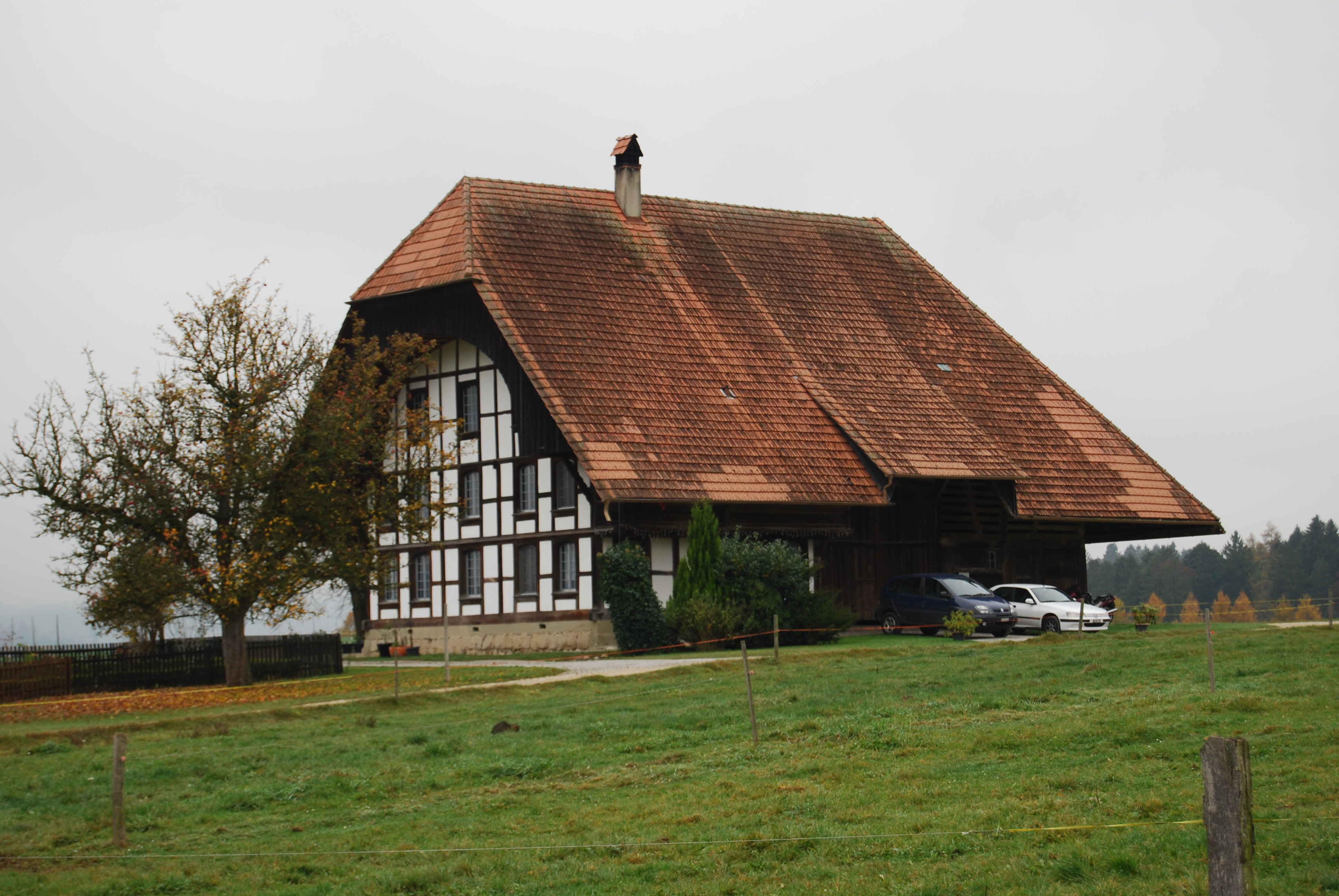
ラッペルスヴィルの農家

| 名称                                                        | 人口 2008年 12月31日 | 面積 （km²） | 人口密度 （人/km²） |
| ----------------------------------------------------------- | -------------------- | ------------ | ------------------- |
| アールベルク（Aarberg）                                     | 3,963                | 7.93         | 500                 |
| カルナッハ（Kallnach）                                      | 1,513                | 10.60        | 143                 |
| ニーダーリート・バイ・カルナッハ（Niederried bei Kallnach） | 286                  | 4.59         | 62                  |
| ラーデルフィンゲン（Radelfingen）                           | 1,178                | 14.71        | 80                  |
| バルゲン（Bargen (BE)）                                     | 986                  | 7.86         | 125                 |
| カッペレン（Kappelen）                                      | 1,194                | 10.97        | 109                 |
| ゼードルフ（Seedorf (BE)）                                  | 2,989                | 20.87        | 143                 |
| リス（Lyss）                                                | 11,423               | 11.80        | 968                 |
| グロス・アッフォルテルン（Grossaffoltern）                  | 2,823                | 15.08        | 187                 |
| ラッペルスヴィル（Rapperswil）                              | 2,120                | 18.20        | 116                 |
| シュープフェン（Schüpfen）                                  | 3,374                | 19.84        | 170                 |
| マイキルヒ（Meikirch）                                      | 2,380                | 10.23        | 233                 |
| 合計 (12)                                                   | 34,229               | 152.68       | 224                 |

## 基礎自治体の変遷

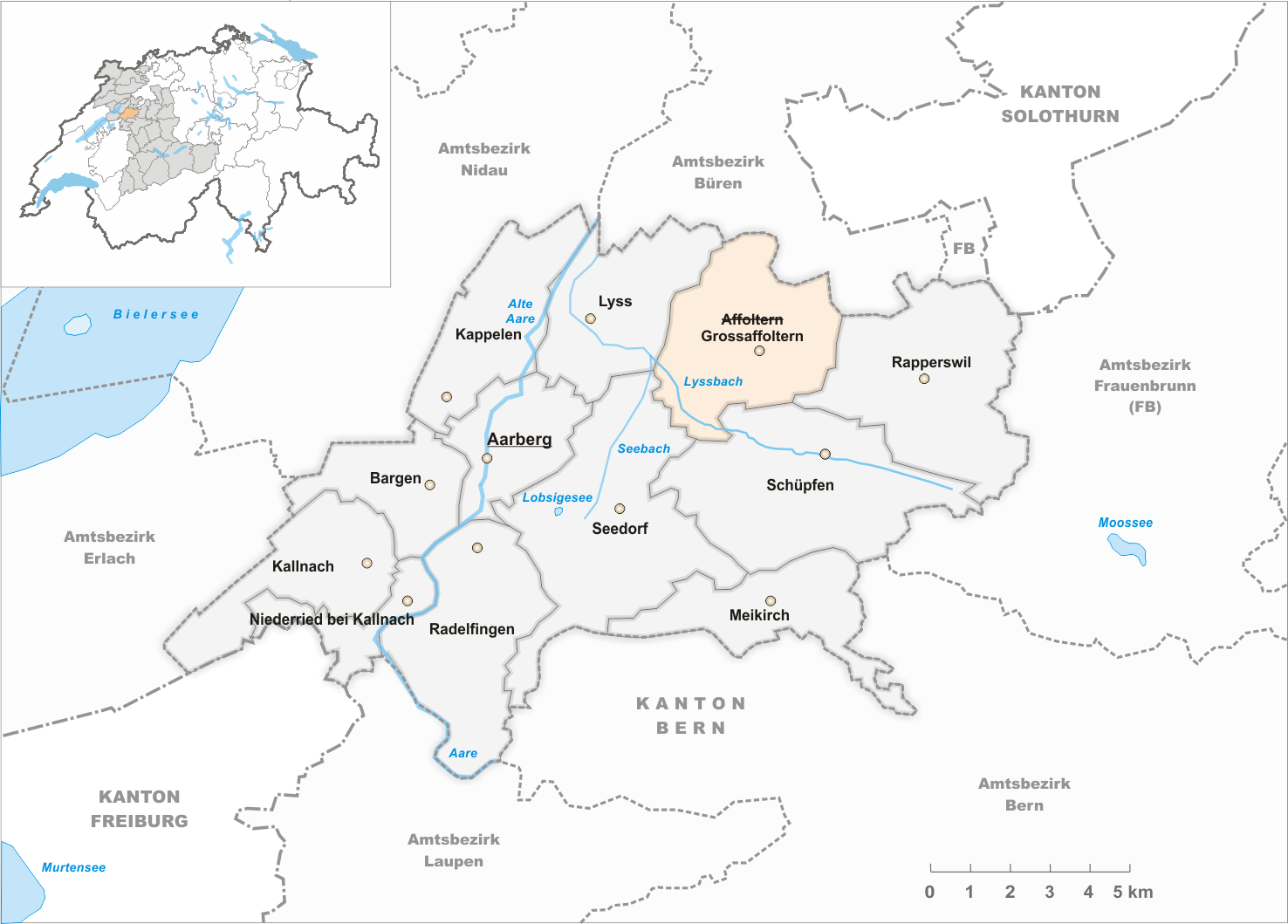
1859年までの自治体
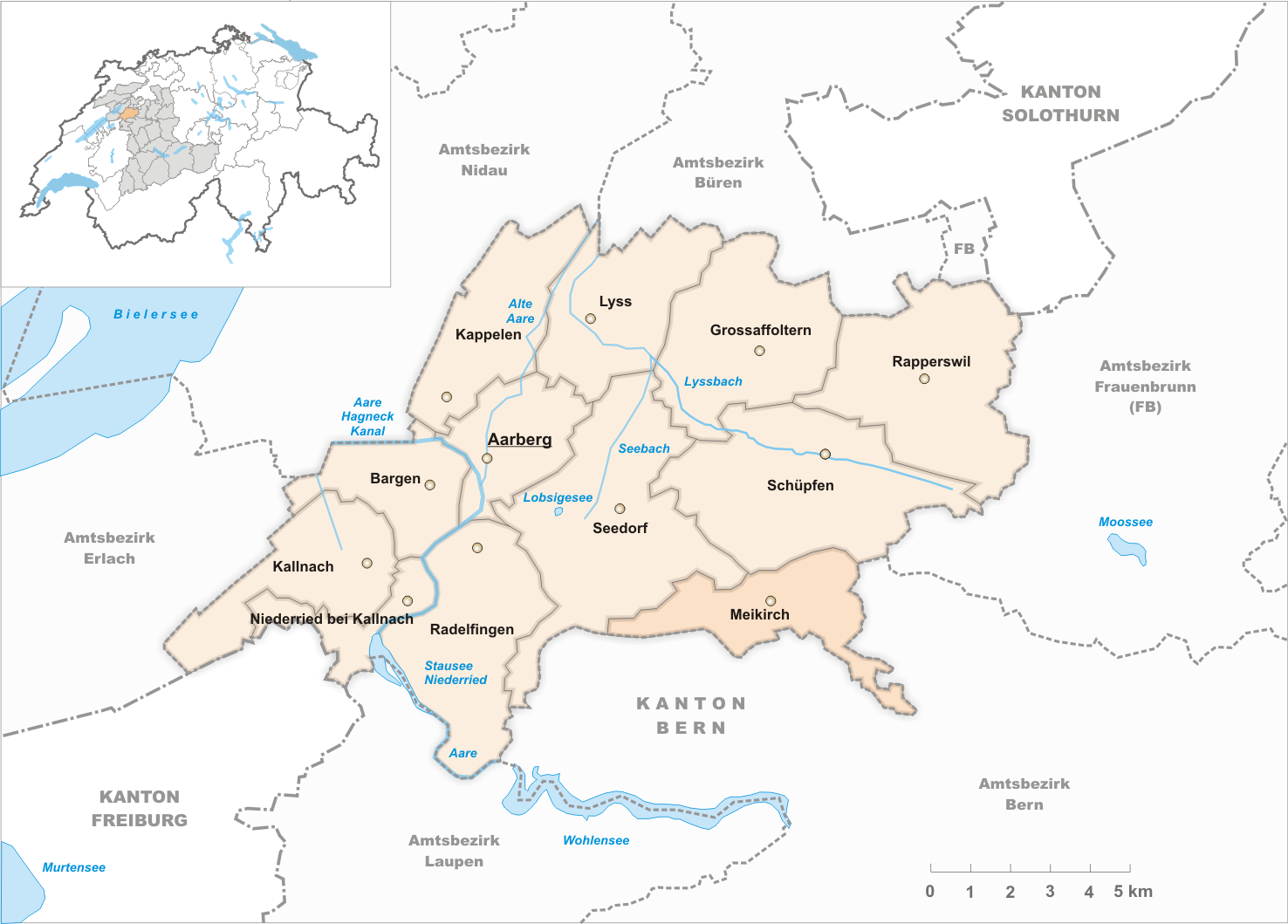
2009年までの自治体

- 1860年: アッフォルテルン（Affoltern）がグロス・アッフォルテルンに改称する。
- 2010年: アールベルク郡が再編され、マイキルヒがベルン＝ミッテルラント区となり、その他はゼーラント区となる。